# 蘭陽博物館
宜蘭縣立蘭陽博物館（簡稱蘭博館）是位於台灣宜蘭縣頭城鎮的博物館，隸屬宜蘭縣政府文化局，以「宜蘭是一座博物館」為理念，透過研究典藏、展示教育等功能，保存並維護宜蘭的自然與人文環境，宜蘭縣最活耀的環境教育基地，帶動宜蘭博物館家族的核心館舍，近年以推動宜居、宜學、宜遊的宜蘭博物館事業為目標，是今日主要認識宜蘭的「窗口」。

## 歷史
1989年時宜蘭當地人提出成立「開蘭博物館」的構想。
1990宣布在頭城鎮「烏石港遺址公園」興建「開蘭陽博物館」（後改稱蘭陽博物館），完成規劃後移由後任者發包興建。是全國首座以台灣主體思考為主軸展示的人文生態博物館。
1991年2月8日獲省政府同意補助規劃費，1992年12月8日成立籌建委員會，1994年3月21日委託國立自然科學博物館規劃，1995年4月12日整體規劃簡報決定採「類博物館理念」，將全縣視為「生態博物館」，「蘭陽博物館」與「文化中心」、「宜蘭縣史館」形成「三合一核心館」，1997完成規劃期末簡報，硬體設計與實質建築則由後任縣長負責繼續推動興建，在時任行政院長游錫堃支持下於2004年8月正式動工。
1992年12月宜蘭縣政府決定成立「蘭陽博物館」，並將館址選在頭城鎮烏石港區。1999年3月20日成立「蘭陽博物館籌備處」。2004年8月開工建造。2010年5月18日開始第一階段試營運，同年6月25日第二階段試營運、10月16日正式開館。

## 建築
蘭陽博物館建築造型概念由副孫德鴻與姚仁喜兩位建築師聯合提出，並由姚仁喜先生主持的大元聯合建築師事務所負責設計與監造完成。造型靈感來自頭城鎮北關海岸一帶常見的地貌特徵單面山，外牆靈感來自韋瓦第的古典音樂小提琴協奏曲《四季》，透過用不同石材的材質與大小尺寸，交織出音階與節拍之變化。主建物最高頂點朝向東方的龜山島，沿著西南方逐漸下降而沒入地表，屋頂與地面呈夾角20度，尖端牆面與地面呈70度的三角，整座建物形成三角錐體構成基本造型。建築分割成10個量體，其中4個量體以玻璃覆蓋為「虛量體」，虛實交錯象徵礁石因風化產生的碎裂縫隙。建築外牆面直接嵌入土中，模擬巨石挺立的意象，藉由空間錯位，使建物與園區水域的烏石礁相呼應。
在展場空間規劃上，以垂直串連的寛闊無柱空間，提供一個類比宜蘭的地理空間經驗，由上而下區分為四個樓層—「山之層」、「平原層」、「海之層」與「兒童探索區」。站在山之層往下俯瞰，如同自山上眺望宜蘭大地特有的「山、平原、海」的空間經驗，展現了宜蘭整體的地理環境與人文軌跡，透過展示延伸民眾想像的空間。
蘭博建築體雖然巨大，卻融合於自然之中，與環境有善意的對話，創造出新奇的空間體驗。完工後獲得多項建築獎項的肯定：2010年遠東建築獎及臺灣建築獎首獎、2010年公共工程金質獎特優、2011年國際宜居城市Project Award人造環境金獎、2012國際建築獎、2020年文化部公共藝術獎環境融合獎。